# Ana Blandiana
Ana Blandiana (seudónimo de Otilia Valeria Coman; Timișoara, 1942) es una poeta, narradora, ensayista y figura política rumana. Blandiana es una de las figuras literarias de Rumania, crítica del aparato político y de censura comunista de Nicolae Ceaușescu. Ha sido galardonada con el Premio Princesa de Asturias de las Letras 2024.

## Biografía
Su padre, profesor, sacerdote ortodoxo fue encarcelado por el gobierno comunista y murió al poco de salir de la prisión. De la aldea de Transilvania donde nació su madre, tomó su nombre literario. Hija de un «enemigo del pueblo», tras la aparición de su primer poema en 1959 en una revista, se le prohibió estudiar en la universidad. Ha trabajado y viajado como periodista.
De 1964 es su primer libro de poemas, Primera persona del plural. En 1982, recibió el premio Herder de la Universidad de Viena por el conjunto de su obra literaria. En su país, durante la dominación comunista, recibió el reconocimiento merecido.
Su primer libro de relatos, Las cuatro estaciones, data de 1977. Proyectos de pasado, publicado en 1982, consta de once relatos. Fueron comparados con Edgar Allan Poe, Franz Kafka o Julio Cortázar.
Es autora de más de treinta libros de poesía, ensayo, narrativa y novela. Su obra se ha traducido a 24 idiomas. Es presidenta de honor del PEN de Rumania, es también miembro de la Academia Europea de Poesía, de la Academia de Poesía Mallarmé y de la Academia Mundial de Poesía (Unesco).
Investida Doctora Honoris causa por la universidad de Salamanca.

## Obras editadas en español

### Libros de poesía
- Cosecha de ángeles. Juan de Mairena Editores. 2007. ISBN 978-84-935581-2-3.
- Mi patria A4 (2010). Editorial PreTextos. 2014. ISBN 978-8415894414
- Octubre, noviembre, diciembre (1972). Editorial PreTextos. 2017. ISBN 978-84156906383
- Variaciones sobre un tema dado. Visor de Poesía. 2021. ISBN 978-8498954333
- Primera Persona Del Plural / El Talón Vulnerable. Visor de Poesía 2021. ISBN 978-8498954418
- El sueño dentro del sueño y otros poemas. Visor de Poesía 2023. ISBN 978-8498955132

### Narrativa
- Proyectos de pasado (1982). Editorial Periférica. 2008. ISBN 978-84-936232-2-7.
- Las cuatro estaciones (1977). Editorial Periférica. 2011. ISBN 978-84-92865-35-2.

## Obras editadas en rumano

### Libros de poesía
- Persoana întâia plural, 1964;
- Călcâiul vulnerabil, 1966;
- A treia taină, 1969;
- 50 de poeme, 1970;
- Octombrie, Noiembrie, Decembrie, 1972;
- Poeme, 1974;
- Somnul din somn, 1977;
- Întâmplări din grădina mea, 1980;
- Ochiul de greier, 1981;
- Ora de nisip, 1984;
- Stea de pradă, 1986;
- Alte intâmplări din grădina mea, 1987;
- Întâmplări de pe strada mea, 1988;
- Poezii, 1988;
- Arhitectura valurilor, 1990;
- 100 de poeme, 1991;
- În dimineața de după moarte, 1996;
- La cules îngeri, 1997, 2003, 2004;
- Cartea albă a lui Arpagic, 1998;
- Balanța cu un singur talger, 1998;
- Soarele de apoi, 2000;
- Refluxul sensurilor, 2004;
- Poeme (1964-2004), 2005;
- A fi sau a privi, 2005;
- Patria mea A4, 2010;

### Ensayos
- Calitatea de martor, 1970, 2003;
- Eu scriu, tu scrii, el/ea scrie, 1975;
- Cea mai frumoasă dintre lumile posibile, 1978;
- Coridoare de oglinzi, 1983;
- Autoportret cu palimpsest, 1985;
- Orașe de silabe, 1987;
- Geniul de a fi, 1998;
- Ghicitul in mulțimi, 2000;
- Cine sunt eu?, 2001;
- O silabisire a lumii, 2006;
- Spaima de literatură, 2006;

### Narrativa
- Cele patru anotimpuri, 1977, 2001 - relatos fantásticos;
- Proiecte de trecut, 1982 - relatos fantásticos;

También publicados conjuntamente con el título Orașul topit și alte povestiri fantastice, 2004;
- Sertarul cu aplauze, 1992, 1998, 2002, 2004 - Novela;
- Imitație de coșmar, 1995 - Novela corta.

### Libros y antologías traducidas a otros idiomas
- Homokora - Kriterion Konyvkiado, Bucuresti, 1971 (húngaro);
- Pieta achillesowa i inne wiersze, Wydawnictwo Literackie, Krakow - Wroclaw, 1982 (polaco);
- Valaki engem almodik, Kriterion Konyvkiado, Bucuresti, 1985 (húngaro);
- San v sania, Narodna Cultura, Sofia, 1986 (búlgaro);
- Kopie eines Alptraums, Volk und Welt, Spektrum, Berlín, 1988 (alemán);
- L'ora di sabbia, Edizioni Saval, Bologna, 1987 (italiano);
- Stihotvorenia, rasscazi, esse, Radouga, Moskva, 1987 (ruso);
- The Hour of Sand, Anvil Press Poetry, London, 1989, 1990 (inglés);
- Mineviku - Plaanid, L.R., Tallin, 1989 (estonio);
- Sniega Stunda, Liesna, Riga, 1989 (letón);
- En kyrka full av fjarilar, Symposion Bokforlag, Stockholm, 1990 (sueco);
- Kanskje noen drommer meg, Solum Forlag, Oslo, 1990 (noruego);
- Kopie eines Alptraums, Steidl Verlag, Bokforlaget Hypatia, Stockholm, 1992 (sueco);
- L'eglise fantome, Syros-Alternatives, Paris, 1992 (francés);
- Kopie van een nachtmerrie, Ámsterdam, 1992 (holandés);
- Svedotzi, Biblioteka Kov, Vrsatz, 1993 (serbio);
- Poezi, Shtepia Botuese Enciklopedike, Tirana, 1993 (albanés);
- Presentation/ Vorwort/ Prezentare, editie trilingva, DAAD (Deutscher Akademischer Austauschdienst/ Office Allemand d'echange universitaires), Paris, 1993 (alemán, francés, rumano);
- Streiflicht – Eine Auswahl zeitgenössischer rumänischer Lyrik (81 rumänische Autoren), - "Lumina piezișă", antologie bilingvă cuprinzând 81 de autori români în traducerea lui Christian W. Schenk, Dionysos Verlag 1994, (alemán, rumano);
- Clair de mort, Librairie Bleue, Troyes, 1994 (francés);
- Kopi av et mareritt, Gyldendal Norsk Forlag, Oslo, 1995 (noruego);
- Die Applausmaschine, Steidl Verlag, Gottingen, 1993 (alemán);
- Engelernte, Ammann Verlag, Zúrich, 1994 (alemán);
- L'architecture des vagues, les Ateliers du Tayrac, 1995 (francés);
- Kopie eines Alptraums, Fischer Taschenbuch Verlag, Frankfurt am Main, 1996 (alemán);
- Ofullbordad helvet, Forlags ab Gondolin, 1997 (sueco);
- Szelet Allat, Pont, Budapest, 1998 (húngaro);
- Gedichten, Go-Bos Press, 1998 (holandés);
- Sternenherbst, Dionysos,traducere Christian W. Schenk, 1999 (alemán);
- Cekmedjeto s aplodismenti, DAR, Sofia, 1999 (búlgaro);
- Potreba za priciom, Arka, Smederevo, 2000 (serbio);
- Isbrane pesmi, Cankarjeva zalozba, Ljubljana, 2003 (esloveno);
- Potreba za razgovor, Arka, Smederevo - Id. Skoplje, 2004 (macedonio);
- Ana Blandiana, Sower, Beijng, 2004 (chino),
- Arhanghel vo saghi, Editia Plejadi, Struga, 2004 (macedonio);
- Un tempo gli alberi avevano occhi, Donzelli Editore, Roma, 2004 (italiano);
- Projectos de passado, Editura Cavallo de Ferro, Lisabona, 2005 (portugués).
- Proyectos de pasado, Periférica, Cáceres, 2008 (español).
- Las cuatro estaciones, Periférica, Cáceres, 2011 (español).
- La meva pàtria A4, trad. de Corina Oproae, Cafè Central-Eumo, Vic, 2015 (catalán)